# Українська католицька церква св. Йосафата (Філадельфія)
40°01′39″ пн. ш. 75°02′37″ зх. д. / 40.0276° пн. ш. 75.0437° зх. д.
Українська католицька церква св. Йосафата, Філадельфія, розташовується у Філадельфії  за адресою проспект Лонгшор 4521. Вона веде служби для українськомовного населення в цьому районі. 

## Історія

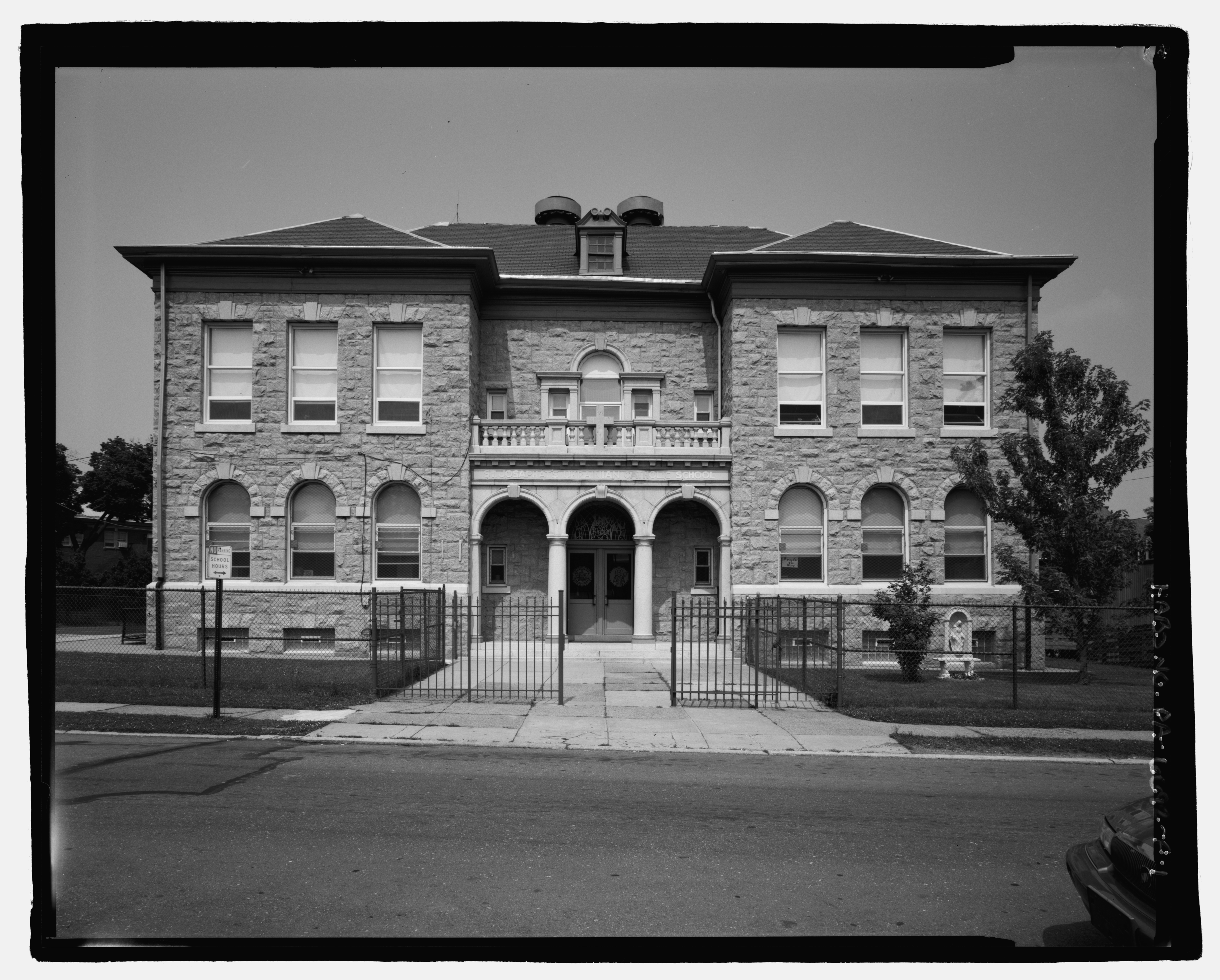
Будівля української католицької школи св. Йосафата

Парафія була заснована в 1914 році для служінь українською мовою в північно-східній Філадельфії. Спочатку богослужіння проходили в церкві Святого Іоанна Кантія в Брідсбурзі та в будинках різних прихожан. Першим пастором був Преподобний Володимир Петрівський, який служив з 1915 по 1924 рік. Він відповідальний за різні нововведення, такі як викладання англійської мови, створення вечірніх курсів та навчання неграмотних.
У 1916 році було придбано методистський дім молитви за 15 000 доларів. 

## Служби
- Служби богослужінь проводяться в суботу ввечері о 17:00 англійською мовою, а в неділю о 10:00 - українською мовою.
- Сповідь проводиться в суботу о 16:30 та в неділю о 9:30 ранку
- Хрещення, похорони, шлюб - лише за попередніми домовленостями.

## Спеціальні події
Поточні та минулі події включають: 
- Пасічник
- Щорічний Празник (Praznyk)
- Щорічний Різдвяний базар
- Перша Свята Сповідь і Урочисте Святе Причастя в парафії свмч
- Парафіяльна великодня вечеря (Свячене, Sviachene)
- Святкування Таїнства Першого покаяння та урочисте Святе Причастя [4].

## Контактна інформація
Отець Ігор Блощинський 
4521 Longshore Ave. 
Philadelphia PA 19135